# Theora
Theora és un còdec de vídeo lliure desenvolupat per la fundació Xiph.org com a part del projecte Ogg. Està basat en el còdec VP3, el codi del qual la companyia On2 Technologies va donar-los-hi sota una llicència BSD. La fundació l'ha refinat i ha ampliat donant-li el mateix abast futur que el còdec d'àudio Vorbis.

## Introducció
Si bé VP3 és una tecnologia sota patent, On2 va decidir permetre'n l'ús sense exclusions a tothom, de manera que es pot emprar Theora i altres còdecs VP3 derivats per a qualsevol propòsit.
L'objectiu és la possibilitat de tenir arxius Ogg, on Theora actua com a capa de vídeo, mentre que Vorbis actua generalment com a capa d'àudio (Speex i FLAC també poden actuar com a capes d'àudio). Podent treballar amb àudio i vídeo a la vegada sense haver de maniobrar amb formats tancats o de pagament, és a dir, tenint una alternativa lliure i competitiva als formats del grup MPEG-4 del Consorci MPEG.

## Reproducció nativa en el navegador
Seguint les recomanacions de l'HTML 5, se sap que els navegadors següents poden reproduir Ogg Theora des de l'element video:
- Mozilla Firefox 3.5 i versions posteriors.
- Google Chrome des de la versió 3.0.182.2, incloent-hi el Chromium des del 14 de juliol de 2009.
- SeaMonkey des de la versió 2.0
- Konqueror 4.4.2 i posteriors
- Opera des de la versió 10.50